# リボル・コザーク
リボル・コザーク（Libor Kozák、1989年5月30日 - ）は、チェコ（旧チェコスロバキア）・オパヴァ出身の元同国代表サッカー選手。現役時代のポジションはFW（センターフォワード）。

## 経歴
チェコ2部リーグ・SFCオパヴァの下部組織出身である。オパヴァのトップチームに昇格した2006-07シーズン、15試合に出場して8得点を記録する。2008年1月、プレミアリーグに所属するポーツマスFCのトライアルに参加をしたが、契約には至らなかった。
2008年夏、移籍金120万ユーロでイタリア・セリエAのSSラツィオへ移籍。2009-10シーズンはブレシア・カルチョへレンタル移籍。2010-11シーズンよりラツィオへ復帰し2010年9月18日のACFフィオレンティーナ戦でセリエA初得点を記録。2012-13シーズンはリーグ戦でこそノーゴールに終わったもののUEFAヨーロッパリーグではラウンド32のボルシア・メンヒェングラートバッハ戦で2得点挙げ、続くラウンド16のVfBシュトゥットガルト戦ではキャリア初となるハットトリックを達成しクラブのベスト8進出に貢献。11試合で10得点を記録しチェコ人として初めて大会得点王に輝いた。
2013年9月2日、アストン・ヴィラFCへ4年契約で完全移籍。クリスティアン・ベンテケとポジションを争ったが、2014年1月に骨折し長期離脱を強いられた。この怪我の影響で加入2年目の2014-15シーズンには公式戦での出場がなかった。2016年1月2日のサンダーランドAFC戦で2年ぶりにピッチに立ったがその後は出場機会が減少した。
2017年8月30日、FCバーリ1908に移籍。
2018年7月16日、ASリヴォルノ・カルチョに移籍。
2019年1月23日にFCスロヴァン・リベレツへ加入し10年振りに母国へ復帰すると、リーグ後半戦において10試合出場7得点を記録。2019-20シーズンより、同リーグのACスパルタ・プラハと2年契約を締結した。
2021年、プスカシュ・アカデーミアFCに移籍。
2022年6月17日、1.FCスロヴァーツコに移籍。
2023年1月13日、トリニティ・ズリーンに移籍。
2023年8月8日、USアレッツォに移籍。
2024年7月23日、SFCオパヴァに復帰。

## 代表歴
U-19世代よりチェコ代表に招集され、2011年3月にA代表に初招集されるも出場機会はなかった。2012年11月14日のスロバキアとの親善試合でA代表デビュー。2013年8月14日のハンガリーとの親善試合で代表初得点を挙げた。

## タイトル

### クラブ
ラツィオ
- コッパ・イタリア : 2008-09, 2012-13

### 個人
- UEFAヨーロッパリーグ得点王 : 2012-13